# Jacek Krzynówek
Jacek Kamil Krzynówek es un exfutbolista polaco nacido el 15 de mayo de 1976 en Kamieńsk.

## Carrera
Empezó su carrera en el LZS Chrzanowice, de que salió al RKS Radomsko. Sus siguientes clubes fueron: el Raków Częstochowa (1996-1997) y el GKS Bełchatów (1997-1999). En 1999 abandonó el Bełchatów y fichó para el 1. FC Nürnberg, con que ascendió a la Erste Bundesliga en 2002. Dos años después el Bayer Leverkusen fichó a Krzynówek, que ahí - con Dimitar Berbatov y Andriy Voronin - formó un mediocampo eficaz en la Bundesliga y en la Liga de Campeones. Después de la temporada infructuosa de 2005-2006 fichó para el VfL Wolfsburgo y en la 2008-2009 por Hannover 96. El 15 de agosto de 2011 Jecek Krzynowek anuncia oficialmente su retiro como jugador profesional.
En la selección ha jugado 96 partidos, también en los Mundiales de 2002 y 2006.
En 2003 y 2004 fue elegido el mejor futbolista de Polonia por la revista Piłka Nożna.

## Palmarés

### Campeonatos nacionales
| Título                 | Club           | País     | Año     |
| ---------------------- | -------------- | -------- | ------- |
| Bundesliga de Alemania | VfL Wolfsburgo | Alemania | 2008/09 |

### Distinciones individuales
Mejor futbolista del año: 2003; 2004

## Clubes
| Club              | País     | Año       |
| ----------------- | -------- | --------- |
| RKS Radomsko      | Polonia  | 1996      |
| Raków Częstochowa | Polonia  | 1996-1997 |
| GKS Bełchatów     | Polonia  | 1997-1999 |
| 1. FC Nürnberg    | Alemania | 1999-2004 |
| Bayer Leverkusen  | Alemania | 2004-2006 |
| VfL Wolfsburgo    | Alemania | 2006-2009 |
| Hannover 96       | Alemania | 2009-2010 |